# 폭발반응장갑

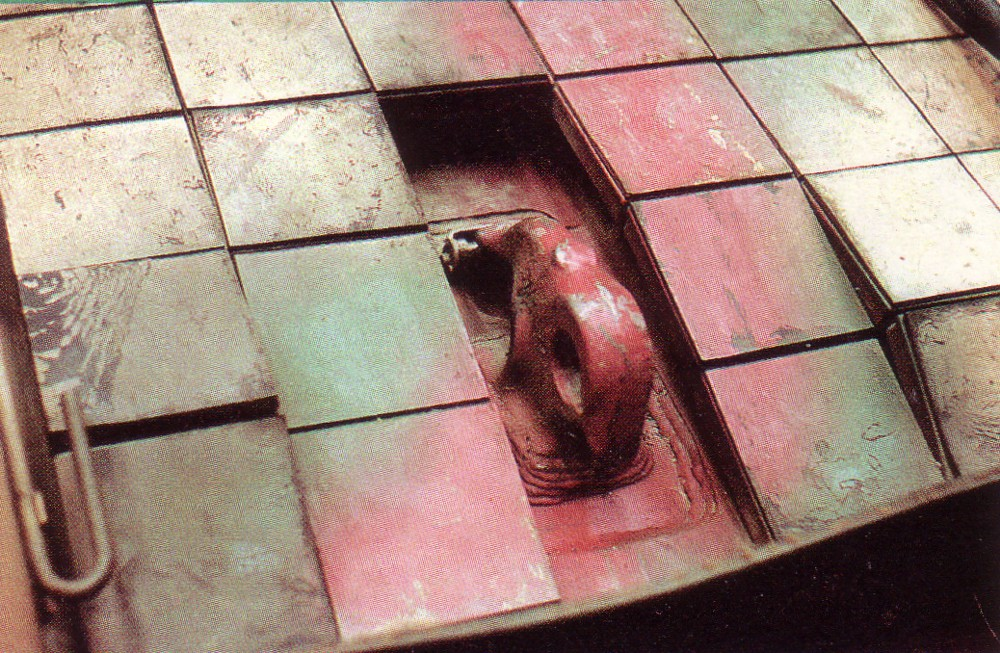
반응장갑 부착사진

폭발반응장갑(Explosive Reactive Armor, ERA)은 반응장갑(Reactive Armour)의 일종이다. 기갑전투차량 등의 보조장갑으로 사용되며, 장갑 두 장 사이에 폭발성 물질을 넣은 구조로 되어 있다.

### 원리

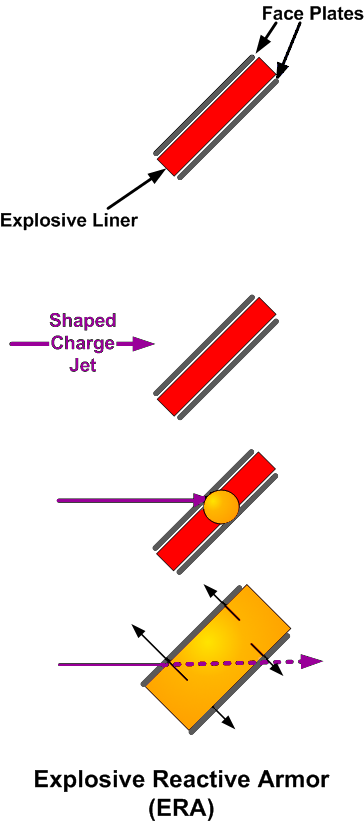
폭발반응장갑의 원리

장갑 두 장 사이에 있는 화약이 밖에서 총알 같은 탄이 아닌, 포탄 같은 큰 파괴력을 지닌 무기에 반응하여 밖에 있는 장갑이 바깥을 향해 작용하여 순간적으로 공간을 늘려 무기의 관통력을 줄여 기갑전투차량을 보호한다. 벽돌 블록 장갑 형태를 하고 있어서 장갑차나 전차의 장갑에 증가장갑으로 탈착할 수 있다. 

### 개발
1973년 4차 중동전 당시 이스라엘은 M48 전차 110대로만 이루어진 제 190기갑여단을 이끌고 이집트군과 싸우러 갔지만, 이집트군은 알라송과 AT-3 새거 미사일 등 대전차 미사일을 대량 배치하고 있었기 때문에 전쟁이 개시된 후 순식간에 전체 80%의 전차가 격파당했다. 그 이후, 이스라엘은 대전차미사일에 대응하기 위해 연구를 하게 되었다. 그 이후, 탄이 포탄적재함에 명중되었는데 HEAT탄(성형 작약탄)이 제 위력을 발휘를 하지 못한 것이다. 그 이유는 포탄이 포탄에 맞으면서 포탄에 있던 화약이 터져 HEAT탄의 메탈제트를 흡수했기 때문이다. 이후, 이스라엘은 두 개의 판 사이에 중기관총과 기타 파편에 대해서도 폭발하지 않는 둔감한 화약을 사용하였다. 이후 이스라엘 군은 마가트 전차와 벤구리온에 장착하였다. 이스라엘이 개발했지만, 사실은 소련이 먼저 고려를 했다. 하지만 소련은 두 개의 판 사이에 넣을 화약의 반응성이 높아서 소총 탄알에도 반응하였기 때문에 연구를 그만두고 실제 활용에 의심을 가졌으나 이스라엘군이 사용하는 것을 보고 마음을 바꿨다.

### 부작용&단점
전차를 방어하는데 효과적이지만, 반응장갑의 내부의 화약이 폭발할 때 생기는 파편때문에 근처에 위치한 병사나 차량이 피해를 입는다. 또한 많이 장착할수록 무게가 늘어나 전차의 속도가 줄어들어서 방어에 취약한 측면부분에만 장착하게 된다. 하지만, 폭발이 일어난 후, 장갑의 방어력이 현저하게 낮아진다. 그리고 탠덤탄두라는 이중 탄두로 ERA를 저격하고 나온 무기가 개발되어 방어력이 감소하게 되었다.

### 비활성 반응장갑

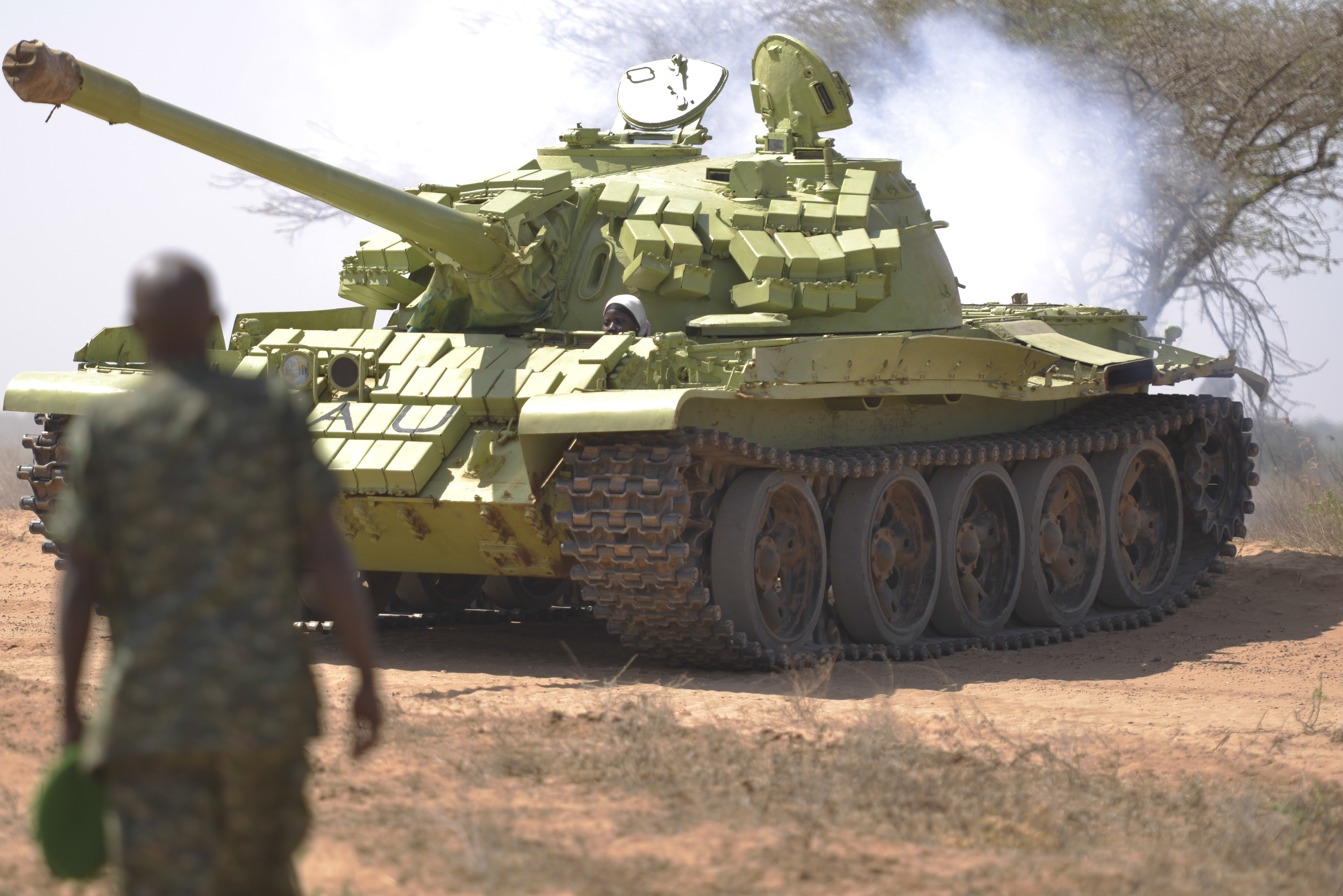
폭발반응장갑을 부착한 전차

주변에 피해를 입히는 기존 폭발반응장갑의 문제점을 보완하기 위해 고안되었다. 비폭발성 반응장갑은 ERA의 중간층(폭약 부분)에 대전차폭탄이 관통하면 기존 폭발반응장갑처럼 폭발하지 않지만, 높은 압력을 발생 시키는 재료를 사용해, 그 압력에 의해 겉면의 장갑을 변형시키고 공간을 확보하여 메탈제트의 연속성을 방해한다. 그 외에 이 장갑의 이점은, 반응(팽창) 에너지를 메탈제트의 에너지로부터 받고 있기 때문에, 폭약의 경우와 달리 안전 확보가 용이하다는 것이 거론된다. 중간층의 재질로서는 elastomer로 불리는 고무와 같은 탄성이 있는 물질이나, 섬유강화플라스틱 등을 사용하고 있다. 이 비활성 반응장갑의 경우, 폭발을 일으키지 않아 주변 보병에게 피해를 주지 않고, 폭발반응장갑의 약점이었던 텐덤탄두에 대한 방어력 또한 뛰어나다.

### 참고 문헌
네이버 지식백과(https://terms.naver.com/entry.nhn?docId=2764831&cid=50307&categoryId=50307)
Jones, Clive; Petersen, Tore T. (1 November 2013). Israel's Clandestine Diplomacies. Oxford University Press. ISBN 9780199365449 – via Google Books.
Non-explosive energetic material and a reactive armour element using same Archived 2017-07-12 at the Wayback Machine, US Patent Application 20060011057, accessed August 29, 2007